# Jossu, Jannel et Cie
Jossu, Jannel et Cie war ein französischer Hersteller von Fahrrädern und Automobilen.
Das Unternehmen aus Paris fertigte Fahrräder. Außerdem entstanden zwischen 1911 und etwa 1913 Automobile. Der Markenname lautete Métropolitaine.
Das einzige Modell war ein Zweisitzer. Für den Antrieb sorgte ein Einzylindermotor mit 850 cm³ Hubraum. Der Kühler war hinter dem Motor montiert, wie bei den damaligen Modellen von Renault. Auch die dadurch ermöglichte, vorne abfallende Form der Motorhaube ähnelte den Modellen von Renault. Die Motorleistung wurde über eine Kardanwelle an die Hinterachse übertragen. Das Getriebe verfügte über drei Gänge.